# Dyskografia Michała Szpaka
Dyskografia polskiego piosenkarza Michała Szpaka składa się z trzech albumów studyjnych, dwóch minialbumów, dwudziestu trzech singli (w tym trzech z gościnnym udziałem), jeden singel promocyjny oraz dwudziestu dwóch teledysków (w tym dwóch tekstowych i trzech z gościnnym udziałem).

## Albumy studyjne
| Rok  | Dane dot. albumu | Najwyższe pozycje na liście | Certyfikat                | Sprzedaż       |
| Rok  | Dane dot. albumu | POL                         | Certyfikat                | Sprzedaż       |
| ---- | --- | --------------------------- | ------------------------- | -------------- |
| 2015 | Byle być sobą - Wydany: 13 listopada 2015 - Wytwórnia: Sony Music Entertainment Poland - Format: CD, digital download, streaming | 1                           | - POL: 2× platynowa płyta | - POL: 60 000+ |
| 2018 | Dreamer - Wydany: 7 września 2018 - Wytwórnia: Sony Music Entertainment Poland - Format: CD, digital download, streaming         | 1                           | - POL: złota płyta        | - POL: 15 000+ |
| 2023 | Nadwiślański mrok - Wydany: 24 listopada 2023 - Wytwórnia: Warner Music Poland - Format: CD, digital download, streaming, winyl  | 35                          |                           |                |

## Minialbumy
| Rok  | Dane dot. albumu |
| ---- | --- |
| 2011 | XI - Wydany: 13 grudnia 2011 - Wytwórnia: Universal Music Polska - Format: CD, digital download, streaming               |
| 2018 | Dreamer EP - Wydany: 21 września 2018 - Wytwórnia: Sony Music Entertainment Poland - Format: digital download, streaming |

## Single

### Jako główny artysta
| Rok | Tytuł                                 | Najwyższe pozycje na listach | Najwyższe pozycje na listach | Najwyższe pozycje na listach | Najwyższe pozycje na listach | Najwyższe pozycje na listach | Certyfikat              | Sprzedaż        | Album             |
| Rok | Tytuł                                 | POL (airplay)                | POL (airplay nowości)        | AUT                          | FRA                          | SWE                          | Certyfikat              | Sprzedaż        | Album             |
| --- | ------------------------------------- | ---------------------------- | ---------------------------- | ---------------------------- | ---------------------------- | ---------------------------- | ----------------------- | --------------- | ----------------- |
| 2011 | „Po niebo”                            | –                            | –                            | –                            | –                            | –                            |                         |                 | XI                |
| 2011 | „Rewolucja”                           | –                            | –                            | –                            | –                            | –                            |                         |                 | XI                |
| 2015 | „Real Hero”                           | –                            | –                            | –                            | –                            | –                            | - POL: złota płyta      | - POL: 10 000+  | Byle być sobą     |
| 2015 | „Byle być sobą”                       | –                            | –                            | –                            | –                            | –                            |                         |                 | Byle być sobą     |
| 2015 | „Such Is Life”                        | –                            | –                            | –                            | –                            | –                            |                         |                 | Byle być sobą     |
| 2016 | „Color of Your Life”                  | 34                           | 2                            | 66                           | 156                          | –                            | - POL: diamentowa płyta | - POL: 100 000+ | Byle być sobą     |
| 2016 | „Rosanna”                             | –                            | –                            | –                            | –                            | –                            |                         |                 | Byle być sobą     |
| 2017 | „Tic Tac Clock”                       | –                            | –                            | –                            | –                            | –                            |                         |                 | Byle być sobą     |
| 2017 | „Don’t Poison Your Heart”             | 35                           | 1                            | –                            | –                            | –                            |                         |                 | Dreamer           |
| 2018 | „King of the Season”                  | –                            | –                            | –                            | –                            | –                            |                         |                 | Dreamer           |
| 2018 | „Rainbow”                             | –                            | –                            | –                            | –                            | –                            |                         |                 | Dreamer           |
| 2018 | „Dreamer (Thanks To You My Friends)”  | –                            | –                            | –                            | –                            | –                            |                         |                 | Dreamer           |
| 2020 | „Polska to kobieta” (oraz Swiernalis) | –                            | –                            | –                            | –                            | –                            |                         |                 | –                 |
| 2021 | „Hiob”                                | –                            | –                            | –                            | –                            | –                            |                         |                 | Nadwiślański mrok |
| 2022 | „Halo wodospad”                       | –                            | –                            | –                            | –                            | –                            |                         |                 | –                 |
| 2022 | „24na7”                               | –                            | –                            | –                            | –                            | –                            |                         |                 | –                 |
| 2022 | „Warszawianka (mrok)”                 | –                            | –                            | –                            | –                            | –                            |                         |                 | Nadwiślański mrok |
| 2023 | „We Need a Coco”                      | –                            | X                            | –                            | –                            | –                            |                         |                 | Nadwiślański mrok |
| 2023 | „Smutek (a może mniej)”               | –                            | X                            | –                            | –                            | –                            |                         |                 | Nadwiślański mrok |
| 2024 | „Bondage”                             | –                            | X                            | –                            | –                            | –                            |                         |                 | Nadwiślański mrok |
| „–” oznacza, że singel nie był notowany na danej liście. „X” oznacza, że lista nie istniała w danym okresie. |                                       |                              |                              |                              |                              |                              |                         |                 |                   |

### Z gościnnym udziałem
| Rok  | Tytuł                                                                    | Album                   |
| ---- | ------------------------------------------------------------------------ | ----------------------- |
| 2020 | „Zanim” (Barbara Wrońska, gościnnie: Michał Szpak)                       | Music 4 Queers & Queens |
| 2021 | „Żegnam cię mój świecie wesoły” (Polskie Znaki, gościnnie: Michał Szpak) | Rzeczy ostatnie         |
| 2024 | „Opio” (Koza i Molehead, gościnnie: Michał Szpak i Adi Nowak)            | Kusz                    |

### Single promocyjne
| Rok  | Tytuł  | Album             |
| ---- | ------ | ----------------- |
| 2023 | „Gaja” | Nadwiślański mrok |

## Teledyski
| Rok       | Tytuł                                              | Reżyseria           | Źródło |
| --------- | -------------------------------------------------- | ------------------- | ------ |
| 2012      | „Rewolucja”                                        | Paweł Tybora        | [ 13 ] |
| 2015      | „Real Hero”                                        | Janusz Tatarkiewicz | [ 14 ] |
| 2015      | „Byle być sobą”                                    | Beat Music          | [ 15 ] |
| 2015      | „Such Is Life”                                     | Janusz Tatarkiewicz | [ 16 ] |
| 2016      | „Color of Your Life”                               | Janusz Tatarkiewicz | [ 17 ] |
| 2016      | „Rosanna”                                          | As Plus             | [ 18 ] |
| 2017      | „Tic Tac Clock”                                    | As Plus             | [ 19 ] |
| 2017      | „Don’t Poison Your Heart”                          | As Plus             | [ 20 ] |
| 2018      | „King of the Season”                               | Janusz Tatarkiewicz | [ 21 ] |
| 2020      | „Polska to kobieta”                                | TheDreams Studio    | [ 22 ] |
| 2021      | „Hiob”                                             | Michał Pańszczyk    | [ 23 ] |
| 2022      | „Halo wodospad”                                    | Michał Pańszczyk    | [ 24 ] |
| 2022      | „24na7”                                            | Michał Pańszczyk    | [ 25 ] |
| 2022      | „Warszawianka (mrok)”                              | Michał Pańszczyk    | [ 26 ] |
| 2023      | „We Need a Coco”                                   | Martyna Majewska    | [ 27 ] |
| 2023      | „Smutek (a może mniej)”                            | Martyna Majewska    | [ 28 ] |
| 2024      | „Bondage”                                          | Martyna Majewska    | [ 29 ] |
| Gościnnie |                                                    |                     |        |
| 2020      | „Zanim”                                            | Michał Pańszczyk    | [ 30 ] |
| 2021      | „Żegnam cię mój świecie wesoły”                    | Matylda Damięcka    | [ 31 ] |
| 2024      | „Opio”                                             | Martyna Majewska    | [ 32 ] |
| Inne      |                                                    |                     |        |
| 2018      | „Rainbow” (lyric video)                            | Janusz Tatarkiewicz | [ 33 ] |
| 2018      | „Dreamer (Thanks To You My Friends)” (lyric video) | –                   | [ 34 ] |